# Мсцивоюв (гміна)
Гміна Мсцивоюв (пол. Gmina Mściwojów) — сільська гміна у південно-західній Польщі. Належить до Яворського повіту Нижньосілезького воєводства.
Станом на 31 грудня 2011 у гміні проживало 4198 осіб.

## Площа
Згідно з даними за 2007 рік площа гміни становила 71.83 км², у тому числі:
- орні землі: 88.00%
- ліси: 3.00%

Таким чином, площа гміни становить 12.36% площі повіту.

## Населення
Станом на 31 грудня 2011:
| Опис     | Загалом | Загалом | Чоловіки | Чоловіки | Жінки | Жінки |
| -------- | ------- | ------- | -------- | -------- | ----- | ----- |
| одиниця  | осіб    | %       | осіб     | %        | осіб  | %     |
| все      | 4198    | 100     | 2085     | 49.67    | 2113  | 50.33 |
| міське   | 0       | 100     | 0        |          | 0     |       |
| сільське | 4198    | 100     | 2085     | 49.67    | 2113  | 50.33 |

## Сусідні гміни
Гміна Мсцивоюв межує з такими гмінами: Добромеж, Явор, Леґницьке Поле, Менцинка, Пашовіце, Свідниця, Уданін, Вондроже-Вельке.